# Jan Balouch
Jan Mohammad Balouch (ur. 6 czerwca 1952 zm. 3 sierpnia 2012 w Karaczi) – pakistański bokser.
Uczestniczył w Letnich Igrzyskach Olimpijskich, w 1972 roku, odpadł w drugiej rundzie w wadze muszej po przegranej walce z Georgim Kostadinowem.